# Nyctemera paroella
Nyctemera paroella là một loài bướm đêm thuộc phân họ Arctiinae, họ Erebidae.